# Армия воров
«Армия воров» (англ. Army of Thieves) — комедийный фильм-ограбление 2021 года режиссёра Маттиаса Швайгхёфера по сценарию Шэя Хэттена, основанном на сюжете, который он написал с Заком Снайдером. Это приквел к фильму «Армия мертвецов» и второй заключительный фильм во франшизе «Армия мертвецов»; главную роль исполнил Швайгхёфер, который повторил роль Людвига Дитера, во второстепенных ролях снялись Натали Эммануэль, Руби О. Фи, Стюарт Мартин, Гуз Хан и Жонатан Коэн. Съёмки начались в октябре 2020 года в Германии и Чехии и завершились в декабре.
Премьера состоялась 29 октября 2021 года на Netflix. Он получил благоприятные отзывы от критиков, которые высоко оценили выступления Швайгхёфера и Эммануэль, а также режиссуру Швайгхёфера, но критиковали неоригинальность сюжета.

## Сюжет
Сюжет разворачивается до событий фильма «Армия мертвецов», в начале зомби-эпидемии. Главным героем станет персонаж Людвиг Дитер.
Себастьян Шленхт-Венерт работает банковским кассиром в Потсдаме. Новости о растущей вспышке эпидемии зомби в Неваде доминируют в международных новостях, но её последствия ещё не достигли континентальной Европы, хотя это не мешает Себастьяну видеть кошмары о зомби. В свободное время Себастьян также выпускает видео на YouTube о взломе сейфов, которые не привлекают внимания до тех пор, пока одно из них не комментирует неизвестный, приглашающий Себастьяна принять участие в подпольном соревновании по взлому сейфов. Себастьян побеждает в конкурсе, где его встречает воровка драгоценностей Гвендолин, которая и оставила тот самый комментарий.
Гвендолин нанимает Себастьяна в команду по ограблению, состоящую из себя, опытного хакера Корины, водителя-беглеца Рольфа и бандита Брэда Кейджа с намерением взломать три банка, в которых находятся три сейфа, созданные легендарным Гансом Вагнером и которые в настоящее время принадлежат миллиардеру Блаю Танаке. Сейфы должны быть выведены из эксплуатации менее чем через неделю, а это значит, что время на взлом остаётся крайне мало. Себастьян знаком с работами Вагнера и ремеслом взлома сейфов, но не имеет практического опыта. Он решает присоединиться к команде после того, как Гвендолин говорит ему, что взломать эти сейфы сложно. Вместе команда успешно совершает свое ограбление первого сейфа в Париже, но сбегает с минимальной суммой денег из находившейся там суммы, ибо Гвендолин ценит вызов и репутацию гораздо выше денежной прибыли.
Во время празднования Себастьян проявляет чувства к Гвендолин, чем вызывает ревность Брэда, который встречается с ней с подростковых лет. Экипаж отправляется в Прагу, но их преследует агент Интерпола Делакруа, который одержим желанием поймать их после того, как много лет назад Брэд подстрелил его во время кражи. Себастьян и Гвендолин входят в банк, но вскоре их опознает служба безопасности, вынуждая Брэда войти в банк, чтобы отвлечь их от ограбления. Себастьян взламывает второй сейф, в то время как Делакруа и его команда прибывают к банку. Брэд ранен в плечо охранником и чудом сбегает из банка раньше Себастьяна и Гвендолин. Когда команда отступает, Брэд намеренно оставляет Себастьяна позади, заставляя его самому скрываться от полиции.
Рассерженные действиями Брэда, Гвендолин и Корина покидают команду. Гвендолин и Корина возвращаются в Потсдам и воссоединяются с Себастьяном, говоря ему, что победить Вагнера для них важнее денег. Они направляются в Санкт-Мориц, где находится последний сейф, в то время как туда прибывает и Делакруа со своими людьми. Похитители крадут сейф во время его передачи из казино, чем мешают Брэду и Рольфу самим украсть сейф.
Гвендолин и Себастьян покидают город на грузовике. Корина поймана Интерполом, но успевает заранее предупредить Гвендолин и Себастьяна о Брэде и Рольфе. Себастьяну приходится попытаться взломать сейф в кузове грузовика, в то время как их преследуют бывшие напарники и Интерпол. Взлом проходит успешно и обогащает пару большой денежной добычей, но при отходе Гвендолин и Себастьян сталкиваются с Рольфом и всё более психически неуравновешенным Брэдом. Гвендолин одолевает их и приковывает наручниками к грузовику.
Незадолго до побега на лодке Себастьян и Гвендолин признаются в своих чувствах друг к другу. Однако их ловит Делакруа, что приводит к вооруженному противостоянию между ним и Гвендолин. Из любви к Себастьяну Гвендолин жертвует собой ради ареста, чтобы Себастьян мог сбежать, но обещает найти его, как только она освободится. Себастьян сбегает на лодке и решает, что однажды он воссоединится с Гвендолин.
Некоторое время спустя Скотт Уорд и Мария Крус прибывают в Калифорнию в мастерскую, которой управляет Себастьян, назвавший себя Людвигом в память о Гвендолин. Они предлагают ему взломать легендарный пропавший сейф Вагнера, который Гвендолин и Себастьян решили взломать вместе, как только она освободится. Людвиг соглашается на эту работу.

## В ролях
- Маттиас Швайгхёфер — Людвиг Дитер/Себастьян Шленхт-Венерт
  - Леонард Трейд — 12-летний Дитер
- Натали Эммануэль — Гвендолин
  - Жасмина Пенья Милиан — 6-летняя Гвендолин
  - Нанди Сойерс-Хадсон — 16-летняя Гвендолин
- Руби О. Фи — Корина Домингез
  - Виолина Мария Ростами — 10-12-летняя Корина
- Стюарт Мартин — Брэд Кейдж
  - Дэвид Дворскик — 11-летний Брэд Кейдж
- Гуз Хан — Рольф
- Жонатан Коэн — Агент Венсан Делакруа
- Ноэми Накай — Беатрикс
- Кристиан Штейер — Ханс Вагнер
- Барбара Мейер — Люси
- Питер Хоскинг — полицейский Джо
- Фанетт Ронджат — руководитель этажа
- Самира Мекибес Меза — Валиант

Кроме того, Эми Хак появляется в камео в роли Леди Кафе, Петер Симонишек сыграл слесаря в магазине Дитера. Дейв Батиста и Ана де ла Регера повторяют свои роли Скотта Уорда и Марии Крус из архивных кадров «Армии мертвецов», а Хироюки Санада появляется в роли Хантера Блая через неподвижное изображение.

## Производство

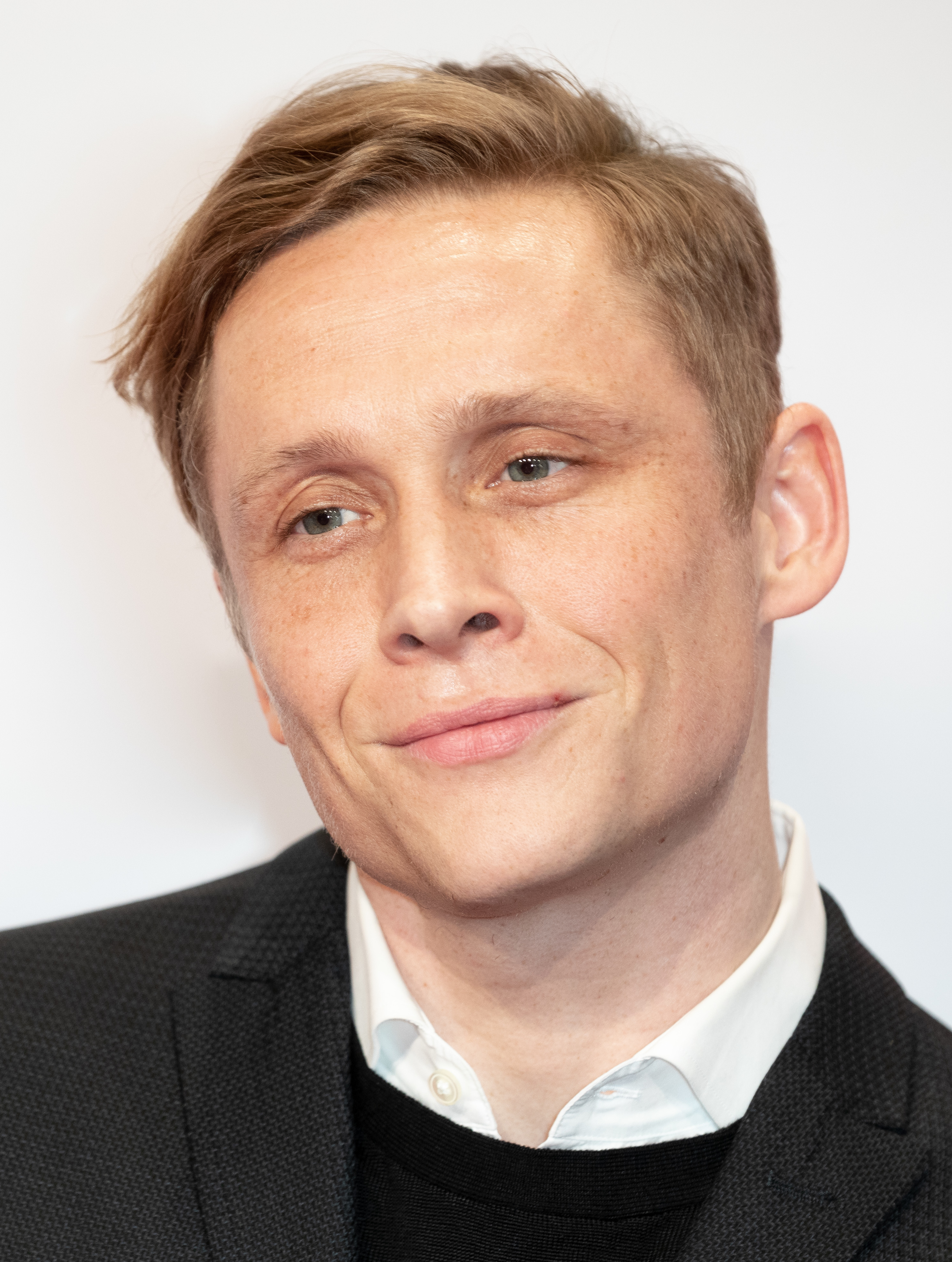
Маттиас Швайгхёфер выступил режиссёром и продюсером, а также сыграл главную роль

В сентябре 2020 года было объявлено, что в разработке находится фильм Netflix, тогда известный как «Армия мертвецов: Приквел». Съёмки проходили в Германии и Чехии и закончились в декабре 2020 года. В интервью в феврале 2021 года Дебора Снайдер дала фильму название «Армия воров». В том же месяце композитор «Армии мертвецов» Том Холкенборг подтвердил, что он будет работать как над приквелом, так и над мультсериалом «Армия мертвых: Затерянный Вегас». В апреле 2021 года Зак Снайдер подтвердил официальное название. В августе 2021 года Маттиас Швайгхёфер объявил в Twitter, что Ханс Циммер и Стив Маццаро будут выступать в качестве композиторов при поддержке Холкенборга.
В мае 2021 года Дебора Снайдер описала фильм как похожий на «Итальянскую работу» в мире, где существуют зомби, при этом объяснив, что фильм является отдельным по своей натуре. Продюсер классифицировала жанр как романтический комедийный фильм-ограбление, который канонически изображает ранние стадии пандемии зомби, изображённые в предыдущем фильме; заявив: «[это] происходит в мире, где эти зомби существуют в Америке, и это вызывает нестабильность в банковских учреждениях. Они перемещают деньги, так что это прекрасная возможность для ограбления». Сюжет будет сосредоточен вокруг персонажа Швайгхёфера Людвига Дитера, показывая, как он научился взламывать сейфы с предыдущими командами по ограблениям. Швайгхёфер признал, что, хотя фильм категорически не является фильмом о зомби, режиссёр дразнил, что нежить может появиться. Снайдер подтвердил, что в фильме будут зомби.

## Релиз
25 июля 2021 года Netflix представил первый тизер-трейлер фильма, премьера которого состоялась на San Diego Comic-Con. На специальной панели команда обсудила предстоящий приквел, когда продюсер Дебора Снайдер сказала: «Кто сделал приквел, где другой жанр фильма? Для меня это скорее романтический, комедийный, фильм-ограбление, чем что-либо ещё. Так получилось, что он живёт в этом мире, где зомби находятся в США, и это вызывает некоторую нестабильность в банковской системе».
На Netflix премьера состоялась 29 октября 2021 года.

## Реакция

### Отзывы критиков
На Rotten Tomatoes филь имеет рейтинг 69% на основе 96 отзывов, со средней оценкой 5,9 из 10. Консенсус сайта гласит: «„Армия воров“ не изобретает триллер об ограблении, но режиссёр-звезда Маттиас Швайгхёфер доказывает привлекательное присутствие с обеих сторон камеры». На Metacritic, фильм имеет рейтинг 49 из 100 на основе 22 отзывов, указывая на «смешанные или средние» отзывы.
Дэвид Руни из The Hollywood Reporter написал: «Повествование в целом менее сложное, слишком часто опираясь на напряжённый юмор, но это гладкое, приятно игривое развлечение. Owen Gleiberman of Variety назвал фильм «одним из тех напыщенно беззаметных и причудливых боевиков Netflix, в данном случае с романтическим сердцем».

### Число зрителей
Фильм вошёл в топ-10 недельных рейтингов Netflix по англоязычным фильмам, основанный на недавно запущенном методе ранжирования телесериалов и фильмов по общему количеству часов просмотра, в течение дебютной недели с просмотром 49,64 миллионов часов. Он также занял первое место на Netflix в более чем 90 странах. По оценкам Samba TV, фильм посмотрели 770 000 домохозяйств в США. Это был также третий просматриваемый фильм в США в течение недели по данным TV Time. По данным Nielsen, он занял четвёртое место по популярности за неделю с 294 миллионами просмотренных минут.
Он оставался самым просматриваемым фильмом на Netflix на второй неделе с 71,61 миллионом часов просмотра, также поднимаясь на вторую позицию в чарте TV Time. Nielsen сообщил, что это был второй по популярности фильм за неделю, с 456 миллионами просмотренных минут. Он занял четвертое место на Netflix на третьей неделе с 20,56 миллионами просмотренных часов, и седьмое на четвёртой неделе с 12,26 миллионами просмотренных часов.